# Oxenton
Oxenton – wieś i civil parish w Anglii, w Gloucestershire, w dystrykcie Tewkesbury. W 2011 civil parish liczyła 162 mieszkańców. Oxenton jest wspomniana w Domesday Book (1086) jako Oxendone.